# Хиллбилли

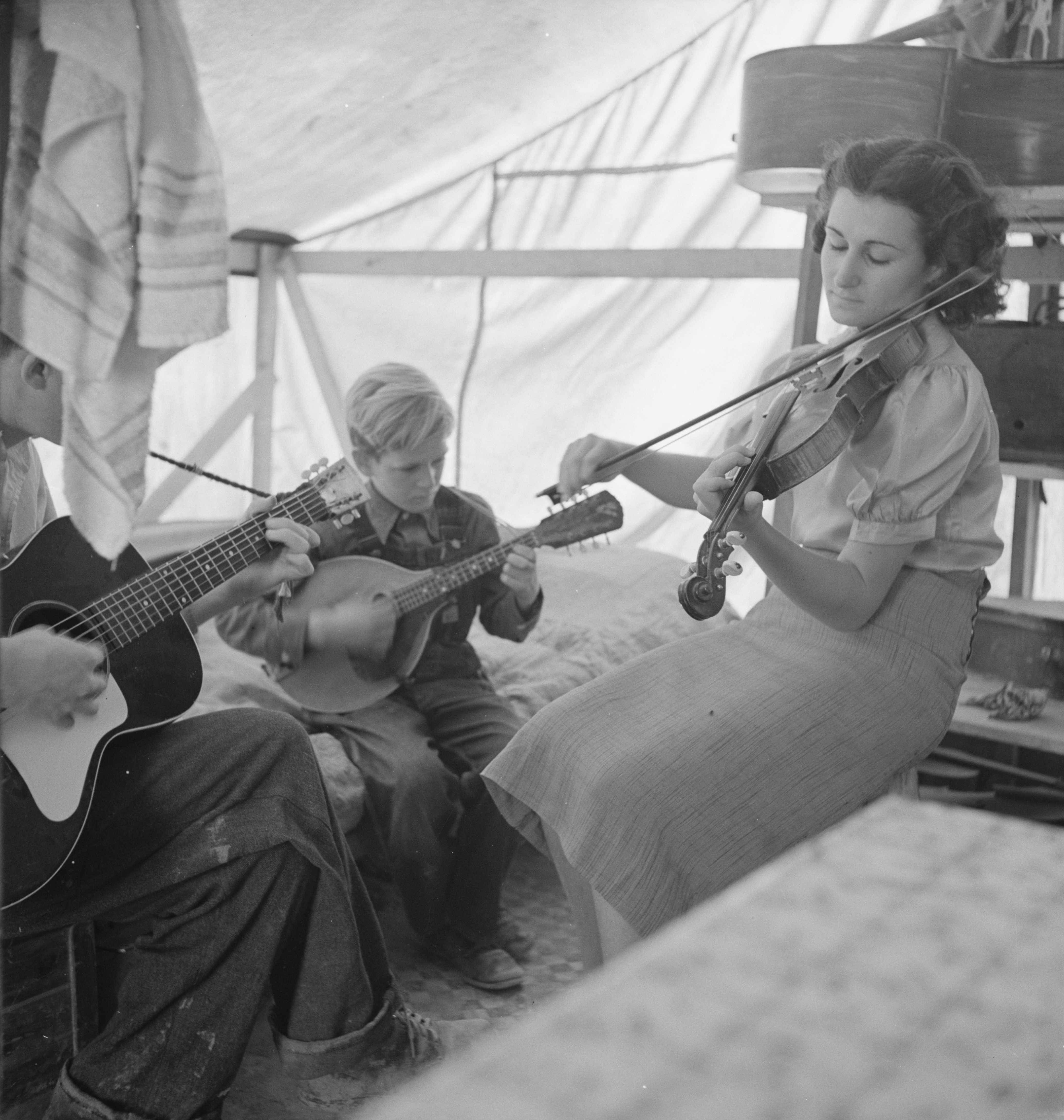
Семья мигрантов из Арканзаса играет песни хиллбилли, 1939

Хиллбилли (англ. hillbilly — дословно «Билл с холма», деревенщина) — имеющий распространение в Соединённых Штатах Америки термин для обозначения определённой группы людей, проживающих в сельской местности горных районов этой страны, в первую очередь в Аппалачских горах, и имеющих собственную культурную среду и специфические особенности жизни и быта, отличные от окружающих, также — термин для обозначения музыки жителей данных регионов.
По своему этническому происхождению большинство хиллбилли является потомками ирландских и шотландских эмигрантов, поселившихся в Северной Америке в XVIII веке. Уже во времена Войны за независимость и затем Гражданской войны в США среди потомков этих эмигрантов была распространена практика нелегального самогоноварения, что повлияло на формирование стереотипного облика хиллбилли. Этот стереотип имеет два аспекта, поскольку он включает в себя как положительные, так и отрицательные черты: «хиллбилли» часто считают независимыми и самостоятельными людьми, которые сопротивляются модернизации общества, но в то же время они также определяются как отсталые и склонные к насилию. Ученые утверждают, что эта двойственность отражает раскол этнической идентичности в Америке. По мнению некоторых исследователей, именно в среде хиллбилли появился музыкальный стиль, впоследствии получивший название кантри. Употребление термина часто носит пренебрежительный и уничижительный характер в отношении конкретного человека или группы лиц в контексте его или их нецивилизованности и, как считается, оказало большое влияние на формирование самовосприятия у населения сельских регионов Аппалачей. Стереотипные образы хиллбилли представлены во множестве американских романов и художественных фильмов.

## Этимология и происхождение термина
Об этимологии слова «хиллбилли» среди учёных ведутся споры. По одной из версий, оно происходит из шотландского диалекта английского языка, где «hill-folk» означает людей, отделившихся от общества, а «billy» используется как нарицательное обозначение «товарища». Другие исследователи связывают слово «хиллбилли» с периодом Войны двух королей в Ирландии, когда протестанты поддерживали короля Вильгельма Оранского, которого называли «король Билли», а сами были известны как «мальчики Билли».
Впервые в печати слово «хиллбилли» было употреблено в июне 1892 года в девятом томе журнала The Railroad Trainmen’s Journal на фотографии 1899 года с группой мужчин и женщин в Западной Вирджинии с надписью «Camp Hillbilly». В 1900 году в статье, напечатанной в New York Journal American отмечалось, что «хиллбилли — свободный и безнравственный белый житель Алабамы, он живёт в горной местности, не задумывается о чём-либо важном, одевается, во что может, говорит, что хочет, пьёт виски всегда, когда может его достать, и вынимает револьвер, когда заблагорассудится». На сайте National Master, на основании статистических данных, определяющих значения употребления эпитетов, слово «хиллбилли» отмечено как наименование легковерных людей, приезжающих из сельской или отдалённой местности.
Термин «хиллбилли» распространился в годы после гражданской войны в США. В это время страна развивалась как в технологическом, так и в социальном плане, но Аппалачи отставали, и представители населения соответствующих регионов стали восприниматься как отсталые, склонные к насилию люди, которым присуще вырождение в изоляции. Стереотип о жителях холмов развивался в конце XIX — начале XX веков под влиянием новостей о горных междоусобицах, таких как противостояние Хэтфилдов и Маккоев. «Классический» стереотип приобрел отчетливые черты в годы Великой депрессии. В период аппалачской миграции с 1930—1950-х годов многие жители горных районов перебрались на север в промышленные города Среднего Запада — Чикаго, Кливленд, Акрон и Детройт. Движение этих сообществ на север стало известно как «Шоссе хиллбилли», и, таким образом, ранее изолированные сообщества снова начали интеграцию в основную культуру США.

## Влияние на культуру
В комиксах стереотипы о «хиллбилли» проявились в образах двух персонажей: Ли Абнера и Снаффи Смита. Оба персонажа появились в 1934 году. Телевидение и кино изображали «hillbillies» как уничижительно, так и с сочувствием. Такие фильмы, как «Сержант Йорк» или сериалы «Ма и Па Чайник», изображали «деревенских» жителей как диких, но добродушных. Телевизионные программы 1960-х годов, такие как The Real McCoys, The Andy Griffith Show и особенно The Beverly Hillbillies изображали «деревенщин» как отсталых, но достаточно мудрых, чтобы перехитрить более искушенных городских жителей. Телепередача Gunsmoke Festus Haggen показала их как умных и сообразительных людей, но не имеющих образования. Популярное телешоу 1970-х годов Хи Хоу регулярно использовало стереотипы об их образе жизни. Иное, более мрачное, описание «деревенщины» было представлено в фильме «Избавление» (1972), основанном на одноименном романе Джеймса Дики, в котором некоторые «хиллбилли» изображены как генетически неполноценные, выродившиеся убийцы. В компьютерной игре 2013 года «The Cave» есть персонаж Hillbilly, который в полной мере соответствует образу деревенщины.

## Политкорректность
Американская общественная организация «The Center for Rural Strategies» считает прозвище «хиллбилли» неполиткорректным и даже организовала на национальном уровне кампанию по искоренению его употребления. Между тем самими представителями хиллбилли это слово может употребляться в одобрительном или нейтральном контексте.

## Музыка
«Музыкой хиллбилли» нередко называли музыку кантри с 1925 до 1950-х годов. В городе Пиквиль, штат Кентукки, с 1977 года ежегодно проводится культурный благотворительный фестиваль под названием «День хиллбилли» («Hillbilly Day»), включающий в себя исполнение традиционных музыкальных и танцевальных произведений хиллбилли и ярмарку с блюдами их кухни; доходы от праздника идут в фонд помощи детской больнице округа. Это мероприятие каждый год привлекает тысячи туристов из США и других стран.